# 론 파릴로

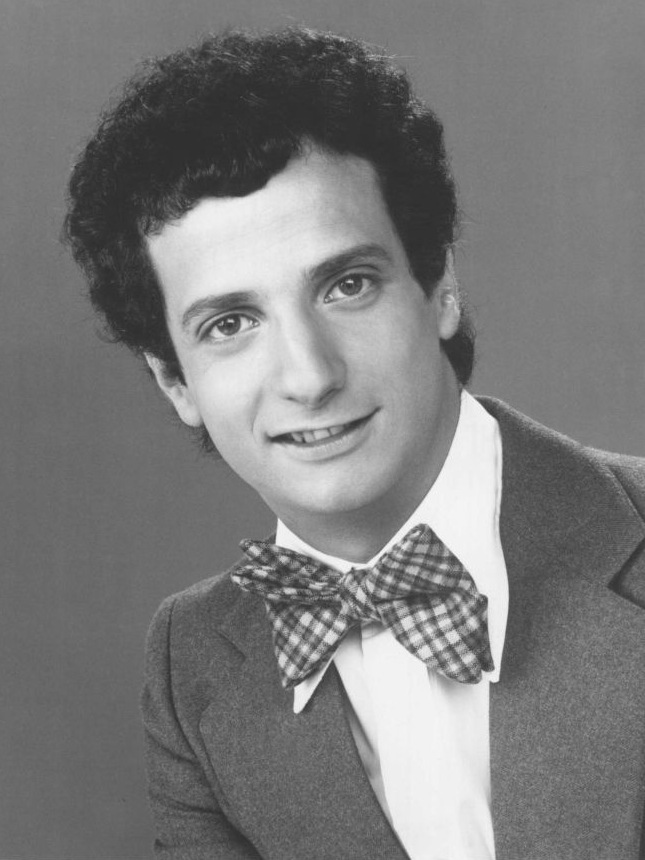

론 파릴로(Ron Palillo, 1949년 4월 2일 ~ 2012년 8월 14일)는 미국의 배우, 연극 배우, 텔레비전 배우, 성우, 교사, 영화배우, 각본가이다.
뉴헤이번에서 태어났으며 플로리다주에서 사망하였다. 사인은 심근 경색이다.

## 영화
- 가디언즈 (2010년) - 워커 교수 역
- 더 커스 오브 미카 루드 (2008년)
- 딕키 로버츠 - 왕년의 아역 스타 (2003년)
- 바람과 야망 (1992년)
- 커밋티드 (1991년)
- 스네이크 이터 2 (1991년)
- 헬게이트 (1989년)
- 스네이크 이터 (1989년)
- 13일의 금요일 6 (1986년)
- 유쾌한 감방 (1985년)
- 스케이트타운 (1979년)
- 사랑의 유람선 (1977년)
- 원 라이프 투 리브 (1968년)